# Saudade do Iguaçu
Saudade do Iguaçu este un oraș în Paraná (PR), Brazilia.